# Andronikos V Palaiologos
Andronikos V Palaiologos (hoặc Andronicus V Palaeologus) (tiếng Hy Lạp: Ανδρόνικος  Ε' Παλαιολόγος) (1400 – 1407) là đồng hoàng đế của Đế quốc Đông La Mã với cha mình Ioannes VII Palaiologos.

## Tiểu sử
Andronikos V Palaiologos được biết là đứa con trai duy nhất  của Hoàng đế Ioannes VII Palaiologos và Irene Gattilusio, con gái của Francesco Gattilusio. Vào lúc cậu bé vừa sinh ra đời thì Ioannes VII đã là nhiếp chính của Đế quốc Đông La Mã cho người chú Manuel II Palaiologos. Vào một ngày không rõ, có lẽ sau khi cha của cậu định cư ở Thessaloniki, Andronikos V được tuyên bố là đồng hoàng đế trên danh nghĩa vào khoảng năm 1403/1404. Tuy nhiên ấu đế lại mất sớm hơn cha mình có lẽ vào khoảng năm 1407. Tình hình chính sự của cả hai cha con Ioannes VII và Andronikos V là hoàn toàn danh dự và họ phải là đồng hoàng đế có tài trị quốc (mặc dù Ioannes VII đã trị vì khi là hoàng đế vào năm 1390 và là nhiếp chính vương ở Constantinopolis từ năm 1399 đến 1403).